# Wartberg an der Krems
Wartberg an der Krems ist eine Marktgemeinde in Oberösterreich im Bezirk Kirchdorf im Traunviertel mit 2950 Einwohnern (Stand 1. Jänner 2024).

## Geografie
Wartberg an der Krems liegt auf 385 m ü. A. im Traunviertel. Die Ausdehnung beträgt von Nord nach Süd 10 km und von West nach Ost 6,6 km. Die Gesamtfläche beträgt rund 32 Quadratkilometer. Fast neun Prozent der Fläche sind bewaldet und über achtzig Prozent werden landwirtschaftlich genutzt.

### Gemeindegliederung
Das Gemeindegebiet umfasst sechs Ortschaften (in Klammern Einwohnerzahl Stand 1. Jänner 2024):
- Diepersdorf (299)
- Hiersdorf (203)
- Penzendorf (271)
- Schachadorf (182)
- Strienzing (617)
- Wartberg an der Krems (1378)

Die Gemeinde besteht aus fünf Katastralgemeinden:
- Diepersdorf
- Penzendorf
- Schachadorf
- Strienzing
- Wartberg an der Krems

Die Gemeinde gehört zum Gerichtsbezirk Kirchdorf an der Krems.

### Nachbargemeinden

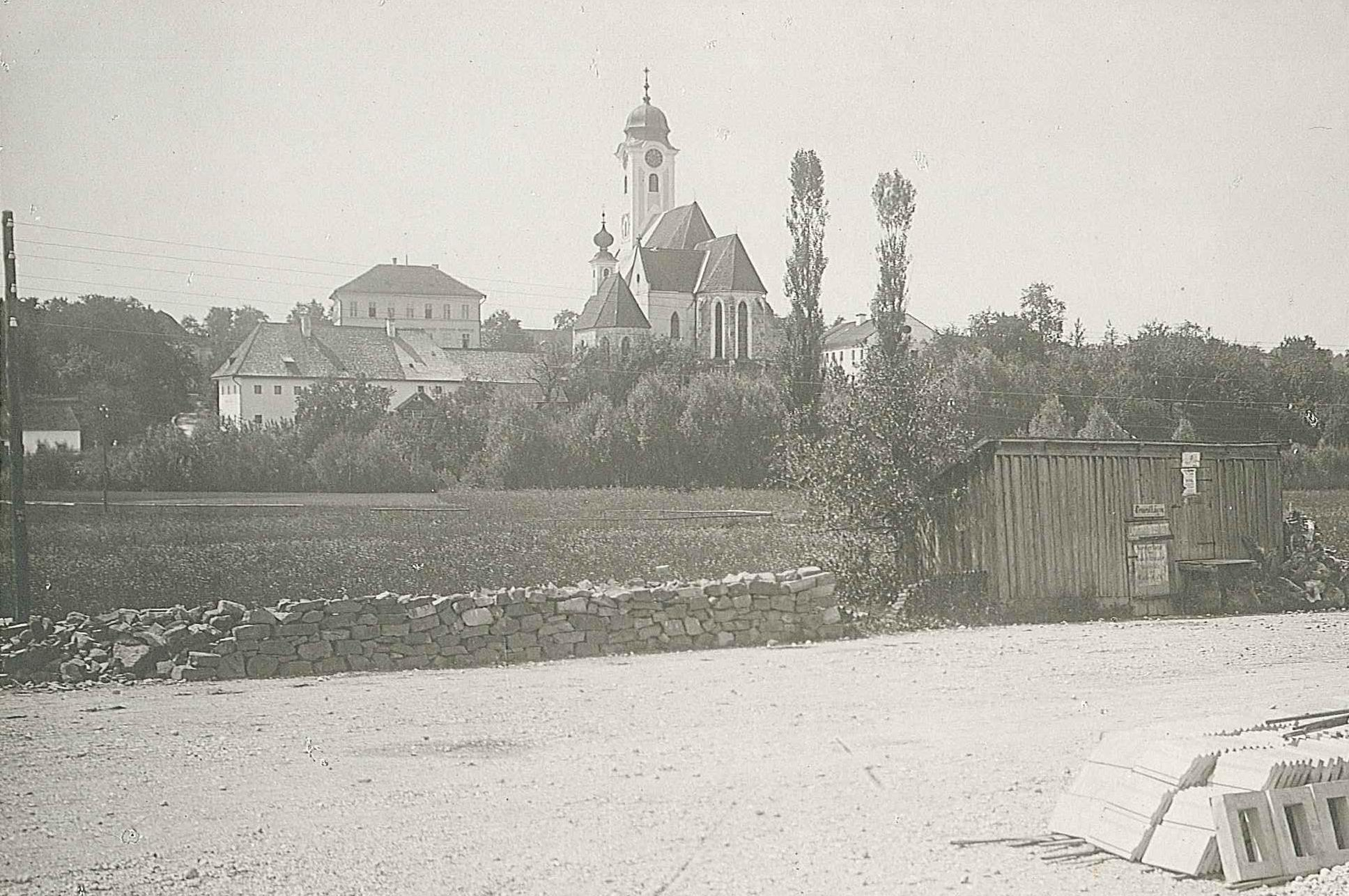
Wartberg, 9. August 1907

Wartberg grenzt an sechs Gemeinden:
Kremsmünster, Nußbach, Pettenbach, Ried im Traunkreis und Schlierbach im Bezirk Kirchdorf und an Pfarrkirchen bei Bad Hall im Bezirk Steyr-Land.
| Ried im Traunkreis | Kremsmünster                                | Pfarrkirchen bei Bad Hall (SE) |
| Pettenbach         | Kompassrose, die auf Nachbargemeinden zeigt |                                |
| Schlierbach        |                                             | Nußbach                        |

## Geschichte
Ursprünglich im Ostteil des Herzogtums Bayern liegend, gehörte der Ort seit dem 12. Jahrhundert zum Herzogtum Österreich. Seit 1490 wird er dem Fürstentum Österreich ob der Enns zugerechnet.
Während der Napoleonischen Kriege war der Ort mehrfach besetzt.
Seit 1918 gehört der Ort zum Bundesland Oberösterreich. Nach dem Anschluss Österreichs an das Deutsche Reich am 13. März 1938 gehörte der Ort zum Gau Oberdonau, 1945 erfolgte die Wiederherstellung Oberösterreichs.
Am 23. August 1982 wurde die Gemeinde Wartberg laut Beschluss der OÖ. Landesregierung zum Markt erhoben.

### Bevölkerungsentwicklung
| Jahr | Einw. |
| ---- | ----- |
| 1869 | 2.157 |
| 1900 | 2.082 |
| 1923 | 2.140 |
| 1951 | 2.465 |
| 1961 | 2.213 |
| 1971 | 2.376 |
| 1981 | 2.410 |
| 1991 | 2.612 |
| 2001 | 3.011 |
| 2011 | 2.930 |
| 2021 | 2.972 |

Von 1981 bis 2011 waren sowohl Geburtenbilanz als auch Wanderungsbilanz positiv, danach nahm die Abwanderung aus der Gemeinde zu.

## Kultur und Sehenswürdigkeiten

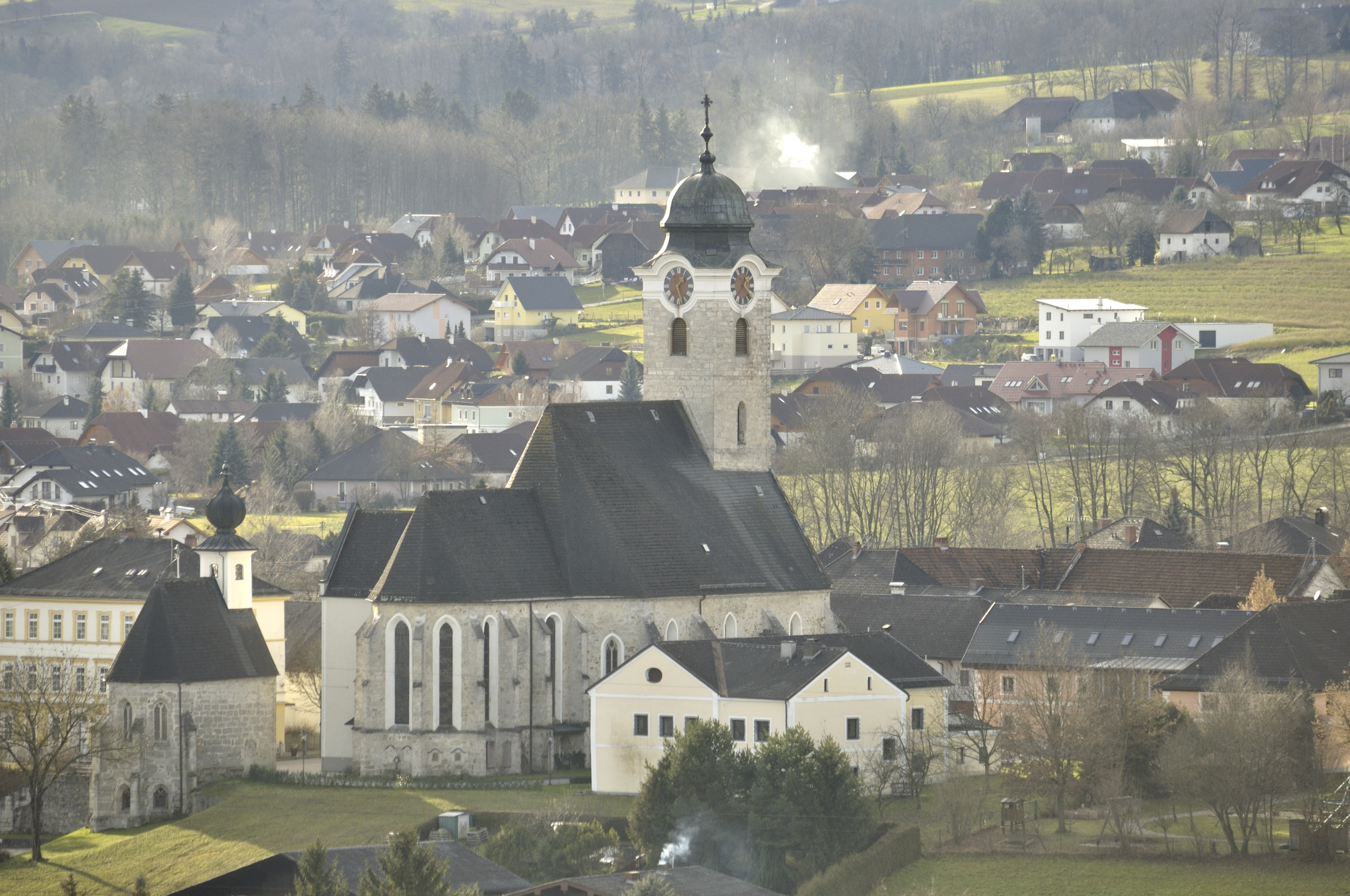
Pfarrkirche Wartberg an der Krems

- Katholische Pfarrkirche Wartberg an der Krems hl. Kilian

## Wirtschaft und Infrastruktur

### Wirtschaftssektoren
Von den 131 landwirtschaftlichen Betrieben des Jahres 2010 waren 90 Vollerwerbsbetriebe. Diese bewirtschafteten über 80 Prozent der Flächen. Die Anzahl der Betriebe im Produktionssektor verteilte sich auf Warenherstellung und Bau, wobei die Herstellung von Waren beinahe zwei Drittel der Erwerbstätigen beschäftigte. Im Dienstleistungssektor war die Hälfte der Beschäftigten freiberuflich tätig, der zweitgrößte Arbeitgeber war der Handel (Stand 2011).
| Wirtschaftssektor            | Anzahl Betriebe | Anzahl Betriebe | Erwerbstätige | Erwerbstätige |
| Wirtschaftssektor            | 2011            | 2001            | 2011          | 2001          |
| ---------------------------- | --------------- | --------------- | ------------- | ------------- |
| Land- und Forstwirtschaft 1) | 131             | 161             | 152           | 154           |
| Produktion                   | 037             | 037             | 566           | 456           |
| Dienstleistung               | 155             | 085             | 727           | 456           |

1) Betriebe mit Fläche in den Jahren 2010 und 1999
| Im Jahr 2011 lebten rund 1600 Erwerbstätige in Wartberg. Etwa ein Drittel arbeitete in der Gemeinde, zwei Drittel pendelten aus. Dafür kamen mehr als 900 Menschen aus der Umgebung, um in Wartberg zu arbeiten. - Eisenbahn: In Wartberg befindet sich ein Bahnhof der Pyhrnbahn mit Direktverbindungen nach Linz. - Straße: Durch das Gemeindegebiet verlaufen die Pyhrn Autobahn A 9 und die Pyhrnpass Straße B 138. | Hier fehlt eine Grafik, die leider im Moment aus technischen Gründen nicht angezeigt werden kann. Wir arbeiten daran! |

## Politik
Der Gemeinderat hat 25 Mitglieder.

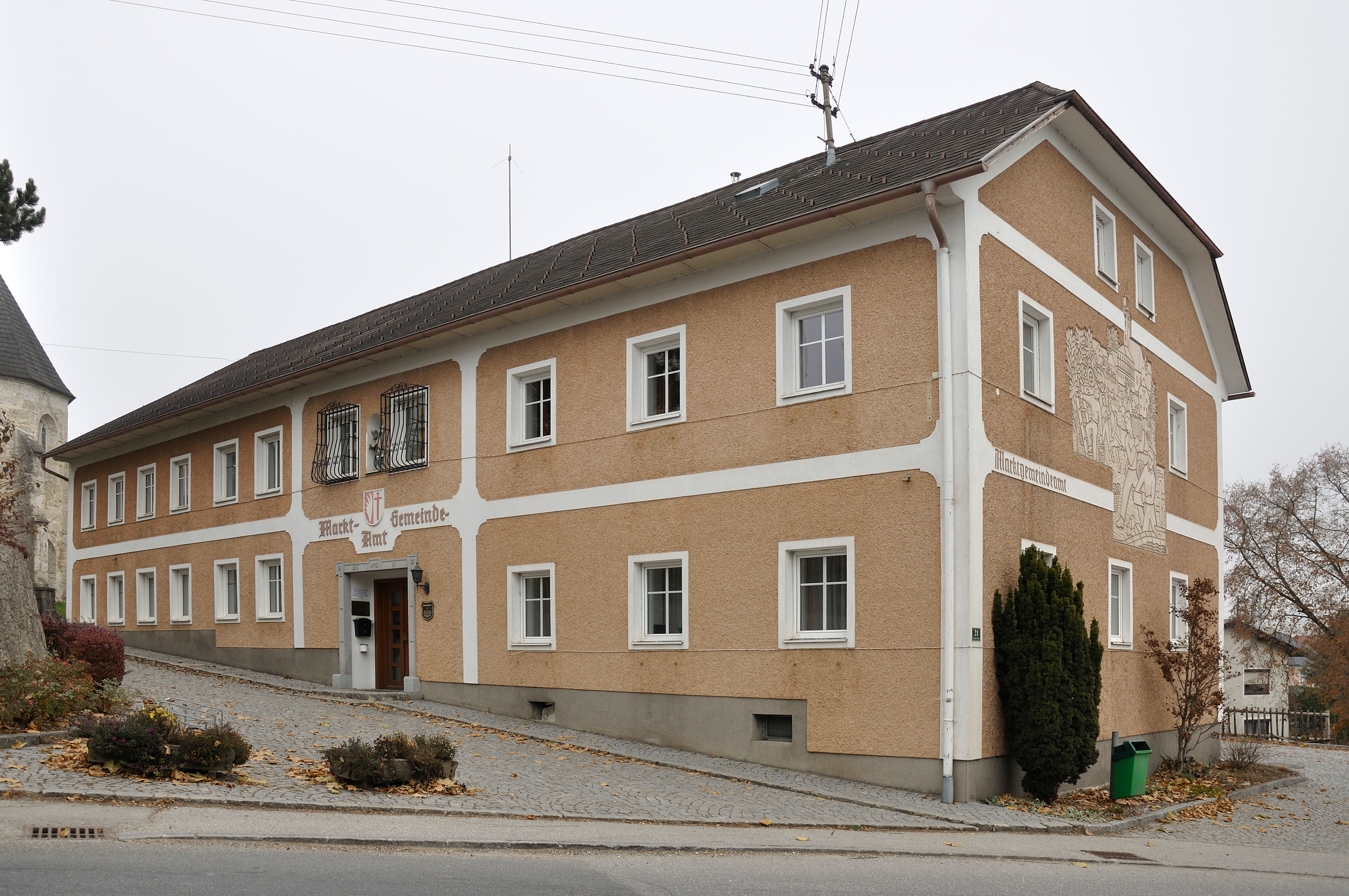
Gemeindeamt in Wartberg

- Mit den Gemeinderats- und Bürgermeisterwahlen in Oberösterreich 2003 hatte der Gemeinderat folgende Verteilung: 16 ÖVP, 7 SPÖ und 2 FPÖ.[9]
- Mit den Gemeinderats- und Bürgermeisterwahlen in Oberösterreich 2009 hatte der Gemeinderat folgende Verteilung: 14 ÖVP, 6 SPÖ und 5 FPÖ.[10]
- Mit den Gemeinderats- und Bürgermeisterwahlen in Oberösterreich 2015 hatte der Gemeinderat folgende Verteilung: 14 ÖVP, 6 SPÖ und 5 FPÖ.[11]
- Mit den Gemeinderats- und Bürgermeisterwahlen in Oberösterreich 2021 hat der Gemeinderat folgende Verteilung: 15 ÖVP, 5 SPÖ, 3 FPÖ und 2 MFG.[12][13]

### Bürgermeister
Bürgermeister seit 1850 waren:
- 1850–1861 Ignaz Sterneder
- 1861–1864 Josef Schimpelsberger
- 1864–1867 Stefan Lachmayr
- 1867–1870 Josef Schimpelsberger
- 1870–1873 Stefan Lachmayr
- 1873–1876 Josef Schimpelsberger
- 1876–1879 Leopold Wagenleithner
- 1879–1880 Johann Zehetner
- 1880–1882 Philipp Prenninger
- 1882–1885 Mathias Braunsberger
- 1885–1888 Joseph Ignaz Ridler
- 1888–1891 Simon Huemer
- 1891–1894 Joseph Ignaz Ridler
- 1894–1897 Simon Huemer
- 1897–1901 Joseph Ignaz Ridler
- 1901–1903 Michael Radinger
- 1903–1906 Johann Wagenleithner
- 1906–1909 Michael Radinger
- 1909–1912 Johann Wagenleithner
- 1912–1916 Michael Radinger
- 1916–1919 Josef Gnadlinger
- 1919–19129 Josef Ridler
- 1929–1938 Josef Meiseleder
- 1938–1945 Johann Danner
- 1945–1946 Johann Weiermair
- 1946–1955 Georg Wagenleitner
- 1955–1979 J. Hauser-Strutzenberger
- 1979–2009 Franz Dopf (ÖVP)
- seit 2009 Franz Karlhuber (ÖVP)[15]

### Wappen
Blasonierung:
„Gespalten; rechts in Rot ein silberner Palmzweig, links in Silber ein rotes, gestürztes Schwert.“
Die Gemeindefarben sind Rot-Weiß.
Palmzweig und Schwert bezeichnen als Attribute des Hl. Kilian das Kirchenpatrozinium von Wartberg. Die Wahl des um 689 in Würzburg ermordeten Bischofs Kilian zum Pfarrheiligen von Wartberg steht in engem Zusammenhang mit dem adalberonisch-lambachischen Einfluss bei der Errichtung dieser Altpfarre des mittleren Kremstales.

### Gemeindepartnerschaften
- seit 1986 Leinburg in Deutschland[16]

## Persönlichkeiten

### Söhne und Töchter der Gemeinde
- Hans Aigner (1912–2006), Architekt